# Mosteiro de Vaanes
O Mosteiro de Vaanes (em armênio: Վահանավանք; romaniz.: Vahanavank) é um mosteiro armênio do século X situado a 7 km a oeste da cidade de Capã no Marz de Siunique na Armênia.

## Ligações Externas
- Artigo sobre Vahanavank. (Na Armeniapedia)
- Monumentos históricos da Região de siunique.